# 신앙주의
신앙주의(fideism)란 신앙에 근거한 학문과 삶의 체계를 말한다. 보통 이성주의에 반대적 개념이지만 기독교에서는 신앙이 이성보다 앞선다(fides quaerens intellectum)고 안셀무스와 같은 사람은 주장하였다. 그러나 이성적인 것을 거부하고 무조건적인 신앙주의를 앞세울때는 합리적인 논리와 충돌하게 된다.
개신교 신학자들은 오직 믿음으로만 의롭게된다라는 이신칭의가 글을 읽지 못하는 것을 정당화하는 것과 구별되기 위하여 최선을 다하였다. (17세기 뉴잉글랜드의 지성 73쪽) 그런 이유로 인해, 광신적인 태도를 보이는 열정주의자들에 대해 많이 경고하였고, 합리적 이성과 상식에 대하여 신앙 다음에 강조하였다.
합리적인 이성을 무시한 무조건 믿고보자는 신앙주의는 현대인들에게 종교에 대한 반감을 갖도록 만들었다. 고학력자가 급속도로 증가한 포스트모던사회에서는 아무 근거없이 무조건 믿는다는 것은 허무맹랑한 이야기로 들릴 수 있다. 이런 의미에서 신앙주의는 부정적인 의미로 많이 쓰여지고 있다.

## 같이 보기
- 믿음
- 기독교 철학
- 신앙